# Axiodes figurata
Axiodes figurata là một loài bướm đêm trong họ Geometridae.